# 4606 Saheki
Saheki (asteróide 4606) é um asteróide da cintura principal, a 2,0216435 UA. Possui uma excentricidade de 0,102292 e um período orbital de 1 234,38 dias (3,38 anos).
Saheki tem uma velocidade orbital média de 19,84759943 km/s e uma inclinação de 2,63008º.
Este asteróide foi descoberto em 27 de Outubro de 1987 por Tsutomu Seki.